# Catholic.net
Catholic.net es un portal de contenidos católicos sin ánimo de lucro conformado por voluntarios de todo el mundo. Es considerada el primer portal católico en internet.  Fue fundado en idioma inglés en el año 1995 por James Mullholland como un acceso directo de las realidades eclesiales que fueron surgiendo en internet. Desde 1999 la directora del portal Catholic.net fue Lucrecia Rego de Planas, casada, madre de 9 hijos quien cuenta con una amplia formación académica y posgrados en Educación, Dirección de Escuela, Matrimonio y familia, filosofía de la educación. 
A finales del año 2000 surge la versión en español en colaboración con la Agencia de noticias Zenit y la Red Informática de la Iglesia en América Latina (RIIAL), siendo ligada al Movimiento Regnum Christi. A fines de 2020 se une a Zenit News como una forma de unir fuerzas en la evangelización digital.

## Objetivo
Su objetivo es llevar el mensaje de Jesucristo y la Iglesia católica a través de Internet, además de dar respuestas a las interrogantes del hombre. Cuenta con diversas secciones donde trata variados temas de interés en el campo religioso, de la bioética, psicología, pastoral familiar y juvenil, doctrinal, apologético, entre otras. En sus más de 42 foros temáticos de discusión se encuentran más de Cuenta con más de 100 consultores que ofrecen ayuda online las 24 horas del días, los 365 días del año.
“En Catholic recibimos a todo aquel que tenga inquietud de hacer algo serio por la Iglesia. Tenemos colaboradores de muchos movimientos y congregaciones diferentes: jesuitas, salesianos, focolares, del Opus Dei, Schöenstat, del camino Neo Catecumenal, entre otros. La única condición es la fidelidad al Magisterio y al Santo Padre”.